# Daniel R. Elliott III.
Daniel R. Elliott III. (geboren 1962 in Ann Arbor, Michigan) ist ein amerikanischer Anwalt. Von 2009 bis 2017 war er Chairman der amerikanischen Regulierungsbehörde Surface Transportation Board.

## Leben
Daniel R. Elliott wuchs im Vorort Shakers Heights von Cleveland auf. An der University of Michigan erhielt er 1985 einen Abschluss in Politikwissenschaften und sein Juraabschluss erfolgte 1989 am Ohio State University Moritz College of Law.
Nach seinem Abschluss arbeitete er als Anwalt in Cleveland und Washington D. C. Von 1993 bis 2009 arbeitete er als stellvertretender Hauptjurist bei der Gewerkschaft United Transportation Union. Im Juni 2009 wurde Elliott von Barack Obama für den Vorsitz des Surface Transportation Boards und als Nachfolger für den Sitz von W. Douglas Buttrey nominiert.
Die Nominierung wäre beinahe nicht bestätigt wurden, da der Vorsitzende der Gewerkschaft Malcolm B. Futhey in einem Statement auf der Website der Gewerkschaft, diese auf den Einfluss der Gewerkschaft in der Regierung Obamas zurückführte. Erst nach einer Entschuldigung von Futhey wurde die Anhörung des Kandidaten fortgesetzt. Nach der Bestätigung durch den Senat trat er sein Amt am 13. August 2009 an. Seine reguläre Amtszeit endete am 31. Dezember 2013. Entsprechend der gesetzlichen Regelungen verlängerte sich diese Zeit bis längstens zum 31. Dezember 2014. Durch die Regierung Obamas wurde es versäumt, Elliott rechtzeitig für eine weitere Amtszeit zu nominieren. Die Nominierung erfolgte am 14. November 2014, wurde später zurückgezogen und am 13. Januar 2015 erneuert. Dies wurde damit begründet, dass die neugewählten Senatoren auch über den Kandidaten abstimmen können. Am 22. Juni 2015 erfolgte die erneute Bestätigung Elliotts. Er trat am 26. Juni 2015 seine bis zum 31. Dezember 2018 währende zweite Amtsperiode an. Elliott steht mit seiner Arbeitsweise in der Kritik seiner Beisitzer im Board. Da er häufig Alleinentscheidungen ohne Konsultation und Abstimmung mit diesen traf, sah sich vor allem die Beisitzerin Ann D. Begeman wiederholt zur Veröffentlichung einer abweichenden Meinung gezwungen. Mit der Berufung von Ann D. Begeman zur kommissarischen Leiterin der Behörde am 25. Januar 2017 wurde seine Berufung zum Chairman beendet. Daniel R. Elliott ist aber weiterhin Mitglied des Boards. Am 30. September 2017 beendete er vorzeitig seine Amtszeit und trat eine Tätigkeit in einer auf Arbeitsrecht spezialisierten Rechtsanwaltskanzlei an.
Der demokratische Senator Sherrod Brown ist sein Cousin.